# 라스베이거스 아웃로스 (XFL)
| 라스베가스 아웃로스 |                              |
| 콘퍼런스            | {{{콘퍼런스}}}               |
| 디비전              | 서부 디비전                  |
| 설립연도            | 2001년                       |
| 해체연도            | 2001년                       |
| 역사                | 라스베가스 아웃로스 (2001년) |
| 경기장              | 샘 보이드 스타디움           |
| 연고지              | 네바다주 라스베가스          |
| 소유주              |                              |
| 회장                |                              |
| 단장                | 밥 애클스                    |
| 감독                | 짐 크리너                    |
| 리그 우승           |                              |
| 콘퍼런스 우승       | {{{콘퍼런스 우승}}}          |
| 디비전 우승         |                              |

라스베가스 아웃로스(Las Vegas Outlaws)는 네바다주, 라스베가스를 연고지로 하는 XFL 서부 디비전 소속 미식축구 팀이다. 홈 경기장은 샘 보이드 스타디움이다.